# クリストフ・アグ
クリストフ・アグ（Christophe Agou、1969年10月14日 - ）はフランス・モンブリゾン出身の写真家。アメリカ・ニューヨーク在住。

## 経歴
クリストフは人の心を掴んで離さないあたたかく人間味のあるドキュメンタリーのスタイルで知られている写真家である。
1992年にニューヨークに渡りニューヨークの地下鉄を撮りはじめたクリストフは2004年に最初の写真集 Life Below (Quantuck Lane Press / W.W. Norton & Company)を出版する。
有力賞を受賞し欧米の雑誌で活躍する一方、作品はニューヨーク近代美術館MoMA、パリのジュ・ド・ポーム国立美術館Jeu de Paumeなどで展示されている。
6年以上をかけて撮影された写真集 Face au Silence はフランス、ギリシャ、イギリス、ドイツ、イタリアの各国の出版社から出版されている。

## Life Below
この"Life Below" シリーズでクリストフはニューヨークの地下鉄を舞台に力強いリリカルで驚きのあるポートレートを撮っている。地下鉄の乗客との一瞬の出会いの中で切り撮られるクローズアップの写真はあたかもつかのまの密会のようでもある。
地下鉄の中で一人で考えごとをする時間人々はまだ仮面をつけていない。その時間は暗い時間ではあるがしかしそれもこの世界の隅にあるとても繊細な一面なのである。

## Face au Silence
2002年の冬、クリストフはフランス中央高地の東側フォレ地方にある農村の家族の生活を撮りはじめる。そこはクリストフが生まれ16歳になるまで暮らした彼の故郷でもあった。少年期を過ごしたその場所はクリストフの心を捉えて離さなかった。
クリストフは長い時間をかけてここの人々と信頼関係を育みその生活に溶け込んでいった。この作品は厳しい農村の生活のドキュメンタリーというだけでなく生きることに対する深い洞察が生んだ深く生々しい生のドキュメンタリーである。
クリストフにとってこの作品は生と死への瞑想であると同時に人間本来が持つ沈黙と孤独の光景でもある。

## クリストフ アグの言葉
The distance between a photographer and the subject should not be greater than his arm's length - one of the most important elements to me in creating a compelling narrative.
When I use the camera, I often feel like I know part of the people or places I come in contact with.
Looking and seeing are two different things. What matters is the emotional connection I feel for the subject.
The mysteries of the human soul fascinate me the most and photography allows me to reveal on a deeper level what is under the surface.

## ミュージアムコレクション
- La Bibliothèque nationale de France, Paris France
- Musée d'Art Roger Quilliot (MARQ), Clermont-Ferrand France
- Museum of Fine Arts, Houston USA
- Neuberger Museum of Art, Purchase USA
- Smithsonian American Art Museum, Washington D.C. USA
- The Akron Art Museum Akron, USA
- Southeast Museum of Photography, Daytona USA
- The New York Public Library, New York USA
- The Frances Lehman Loeb Art Center, Poughkeepsie USA
- The New-York Historical Society, New York USA
- Galeries Photo-Fnac, Paris France
- The Joy of Giving Something, New York USA

## 受賞歴
- 2013年 CNC Centre National du Cinéma et de l’Image Animée
- 2012年 CNC Centre National du Cinéma et de l’Image Animée
- 2010年 European Publishers Award for Photography
- 2009年 Prix Kodak de la Critique Photographique Mention spéciale
- 2008年 Prix de la Photographie de l’Académie des Beaux-Arts de Paris
- 2006年 W. Eugene Smith Grant in Humanistic Photography
- 2002年 Ai-AP American Photography Award
- 2002年 Magazine Picture of the Year - Honorable Mention
- 2000年 Project Competition - Santa Fe Prize for Photography
- 1999年 Attention Talent Photo Award Fnac

## 著作
- Les Faits Secondaires, 2013年発行, ISBN 9781467570855
- Face au Silence, Actes Sud, 2010年発行, ISBN 2742795421
- In the Face of Silence, Dewi Lewis Publishing, 2011年発行, ISBN 1907893040
- Di fronte al silenzio, Peliti Associati, 2011年発行, ISBN 888941247X
- Gesichter der Stille, Edition Braus, 2011年発行, ISBN 3862280039
- Ante el silencio, Lunwerg Editores, 2011年発行, ISBN 9788497857185
- Aπέναντι Στη Σιωπή, Apeiron Photos, 2011年発行
- Life Below, The New York City Subway, Quantuck Lane Press / W.W. Norton & Company, 2004年発行, ISBN 1593720084